# Edvard Slavik
Edvard Slavik, slovenski pravnik in politik, * 20. november 1865, Prosek, † 28. oktober 1931, Trst.

## Življenje in delo
Rodil se je v družini mizarja Karla in gospodinje Ivane Terezije Slavik rojene Pittl. Ljudsko šolo je obiskoval v rojstnem kraju, gimnazijo v Trstu, pravo z doktoratom pa končal na dunajski Univerzi. V Trstu je bil odvetniški pripravnik v pisarni dr. Gustava Gregorina, od 1901 njegov drúžbenik. Med 1. svetovno vojno je odšel po sklepu slovenskih in hrvaških političnih voditeljev v London, da bi tam v Jugoslovanskem odboru zastopal težnje jugoslovanskih narodov v Avstro-Ogrski za ustanovitev lastne države. Po vrnitvi v Trst je odvetniško pisarno vodil sam in bil samostojni odvetnik do smrti. Njegova pisarna je bila po vojni sedež osrednjega kulturnega društva Prosveta. Slavik je bil član in nekaj časa tajnik društva, dolgo let pa predsednik tiskarne političnega društva Edinost v kateri so tiskali časnik Edinost.  